# Мошевич Ігор Володимирович
Ігор Володимирович Мошевич  (14 травня 1971, Херсон) — радянський і український футболіст, що грав на позиції лівого захисника.

## Біографія
І.Мошевич почав займатися футболом в рідному Херсоні, в ДЮСШ «Кристал». Перші тренери — Володимир Сапельняк і Вадим Кириченко. У 16 років він дебютував у складі місцевого «Кристала», у складі якого виступав протягом трьох сезонів. Потім був призваний до лав радянської армії. Під час служби виступав за київський СКА. Після демобілізації повернувся в Херсон. У складі рідної команди (перейменованої в «Таврію») дебютував в чемпіонаті незалежної України.
У 1994 році І.Мошевич привернув увагу клубу вищої ліги — запорізького «Торпедо». У складі «автозаводців» дебютував у вищому дивізіоні 6 березня 1994 року, вийшовши у стартовому складі у виїзному матчі проти луганської «Зорі-МАЛС». Тим не менш, закріпитися в основі Торпедо не зміг, і провівши лише 4 матчі, повернувся в «Таврію».
Влітку 1994 року І.Мошевич перейшов в кіровоградську «Зірку», очолювану Олександром Іщенком. У складі команди в дебютному сезоні став переможцем Першої ліги. У Вищій лізі за «Зірку» зіграв 90 матчів. Також провів дві гри за «Зірку-2» у другій лізі чемпіонату України.
У 1998 році І. Мошевич емігрував до Німеччини. У новій країні виступав за берлінський «Кьопенікер», який лавірував між аматорськими та полупрофессиональними лігами. По завершенні виступів став тренером.
Закінчив Херсонське вище училище фізичної культури.

## Достижения
- І.Мошевич — переможець Першої ліги чемпіонату України (1): 1994/1995

## Стиль гри
|  | Це людина-залізо. Він Сергія Попова перекушував. Дуже міцна людина. Коли ми грали проти « Карпат», на вістрі атаки яких діяв Андрій Покладок, то це була справжня битва. Покладок і Мошевич завжди йшли в стик, не прибирали ні ноги, ні голови. В кінці матчу обидва були з перебинтованими головами. Так не хотіли поступатися один одному. З інтерв'ю одноклубника Мошевича по «Зірці», Олександра Мизенка, виданню «Український футбол». |